# Piazza Unità d'Italia
Piazza Unità d'Italia (česky Náměstí Jednoty Itálie) je hlavní náměstí italského přístavního města Terstu.

## Název
Do roku 1919 se náměstí jmenovalo Piazza Grande (Velké náměstí). Tento název se dodnes zachoval v řeči místních Slovinců, kteří jej nazývají Veliki trg. V poslední době se však do širšího povědomí dostává název Trg zedinjenja Italije, a to zejména v úředních dokumentech.

## Poloha
Náměstí se nachází na úpatí kopce s hradem San Giusto. Z druhé strany je ohraničeno pobřežím Terstského zálivu Jaderského moře. Je často označováno jako největší náměstí, které leží na mořském pobřeží. Podél pobřeží probíhá silnice spojující město s Istrií.

## Význam
Náměstí bylo postaveno v době, kdy byl Terst nejdůležitějším přístavem Rakousko-Uherska. Nacházejí se tu budovy městských úřadů a jiné významné stavby.
Budova radnice, stojící na protilehlé straně od mořského pobřeží, byla postavena v letech 1872-1875 architektem Giuseppem Brunim. Její historii poznamenal rok 1938, kdy z jejího balkónu vyhlásil Benito Mussolini fašistické rasové zákony.
Současnou podobu nese náměstí od konce 19. století. Na přelomu 2. a 3. tisíciletí bylo renovováno a vybaveno novou dlažbou a osvětlením.

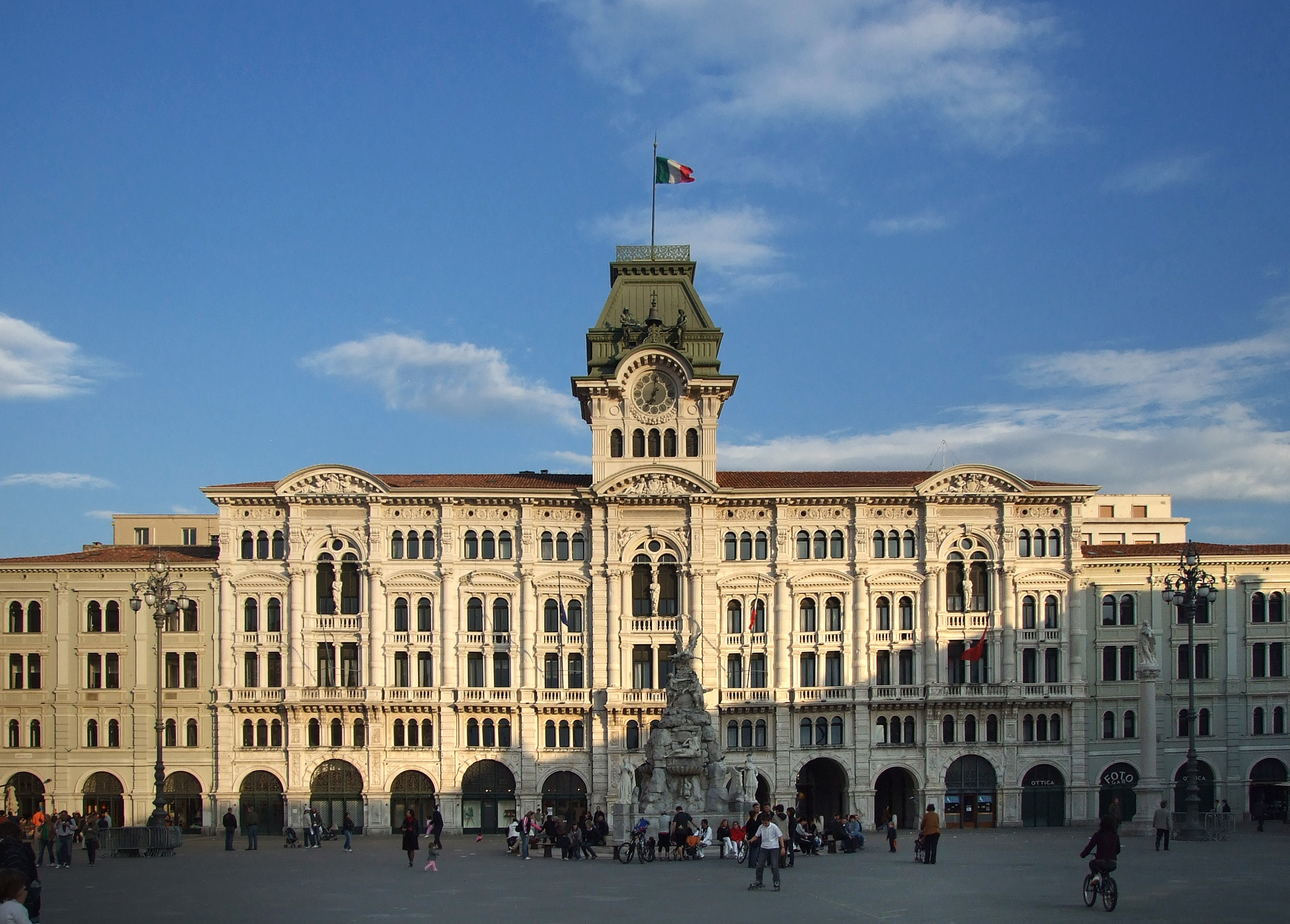
Radnice
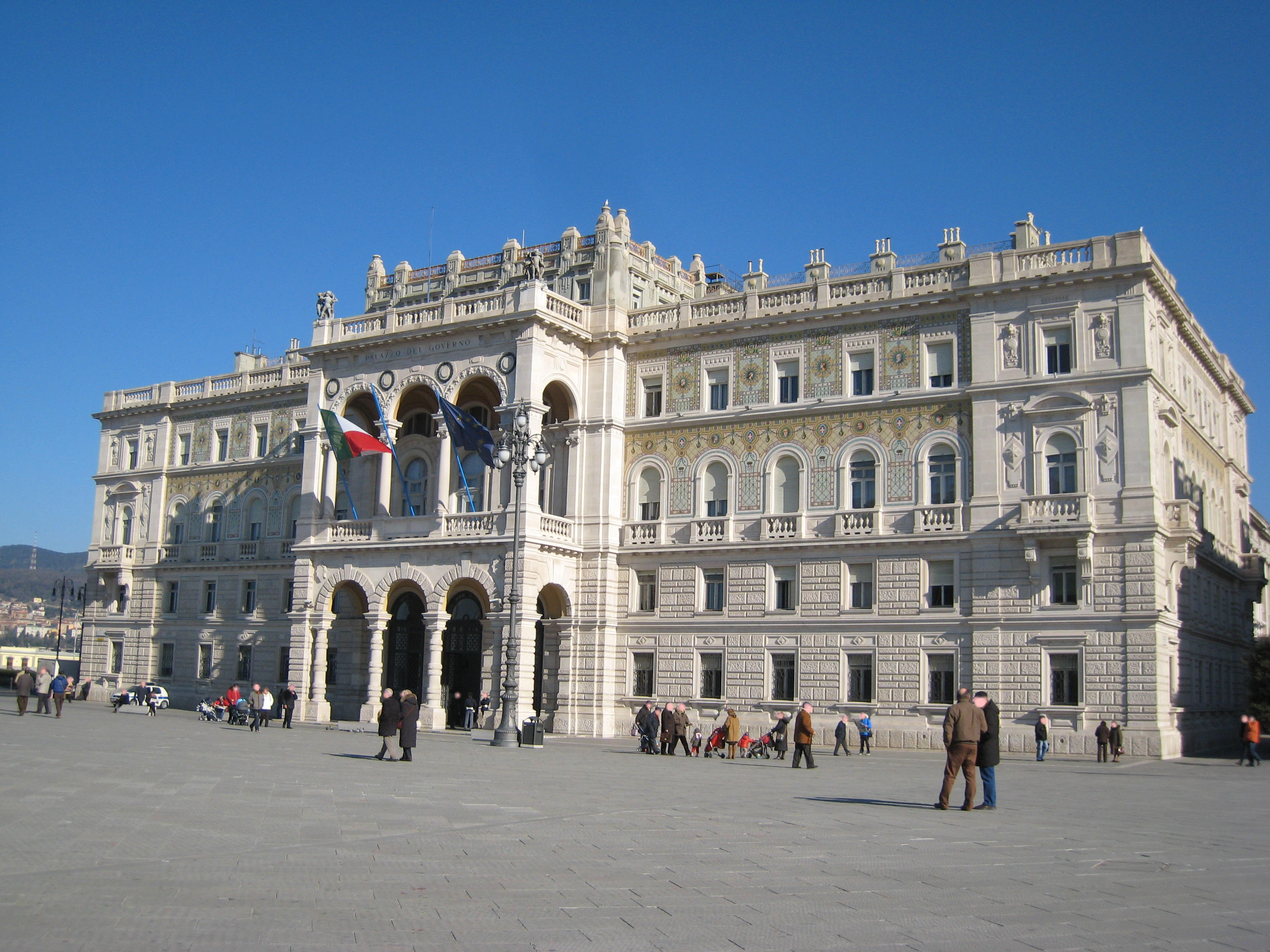
Prefektura
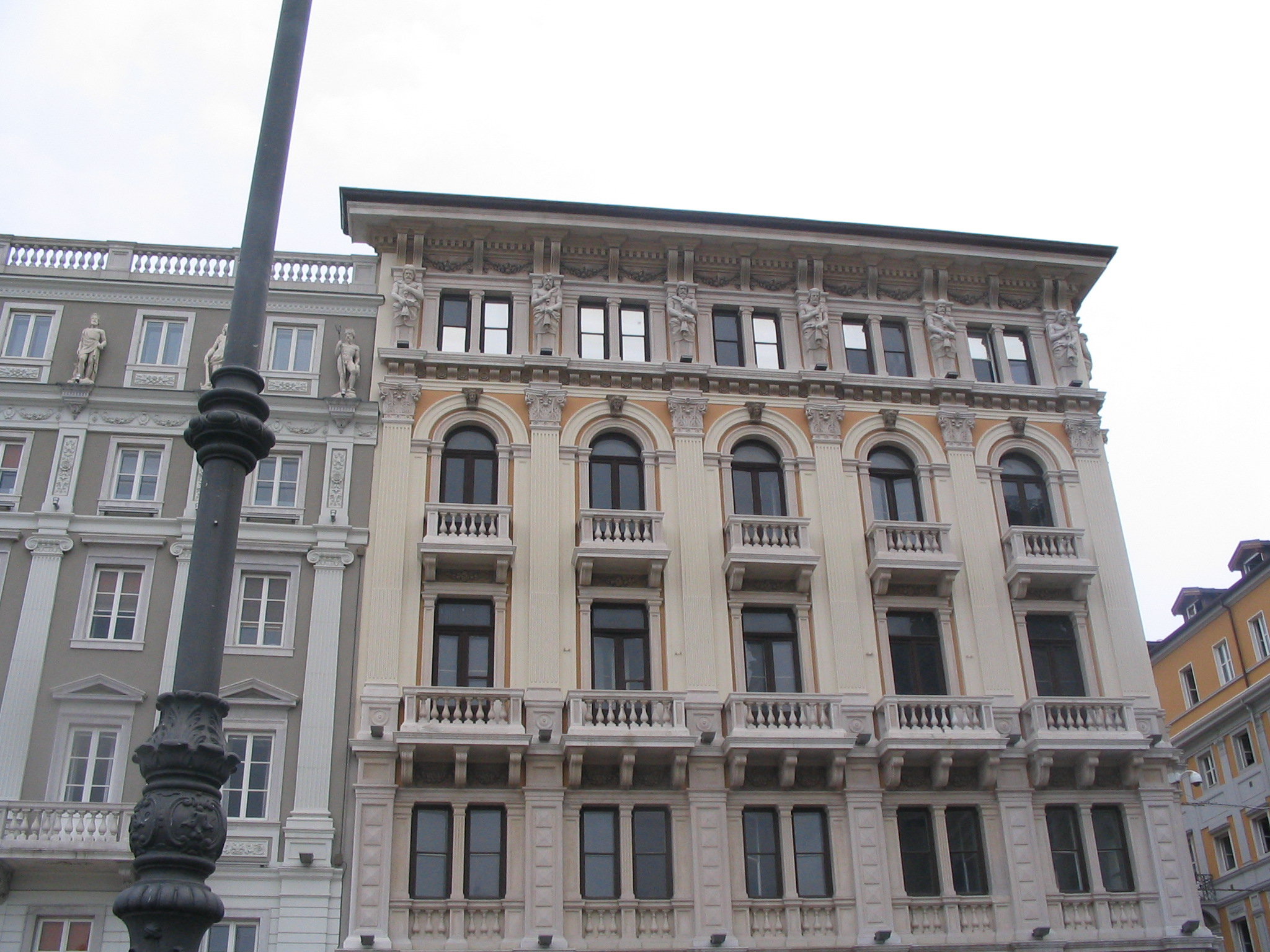
Palazzo Modello
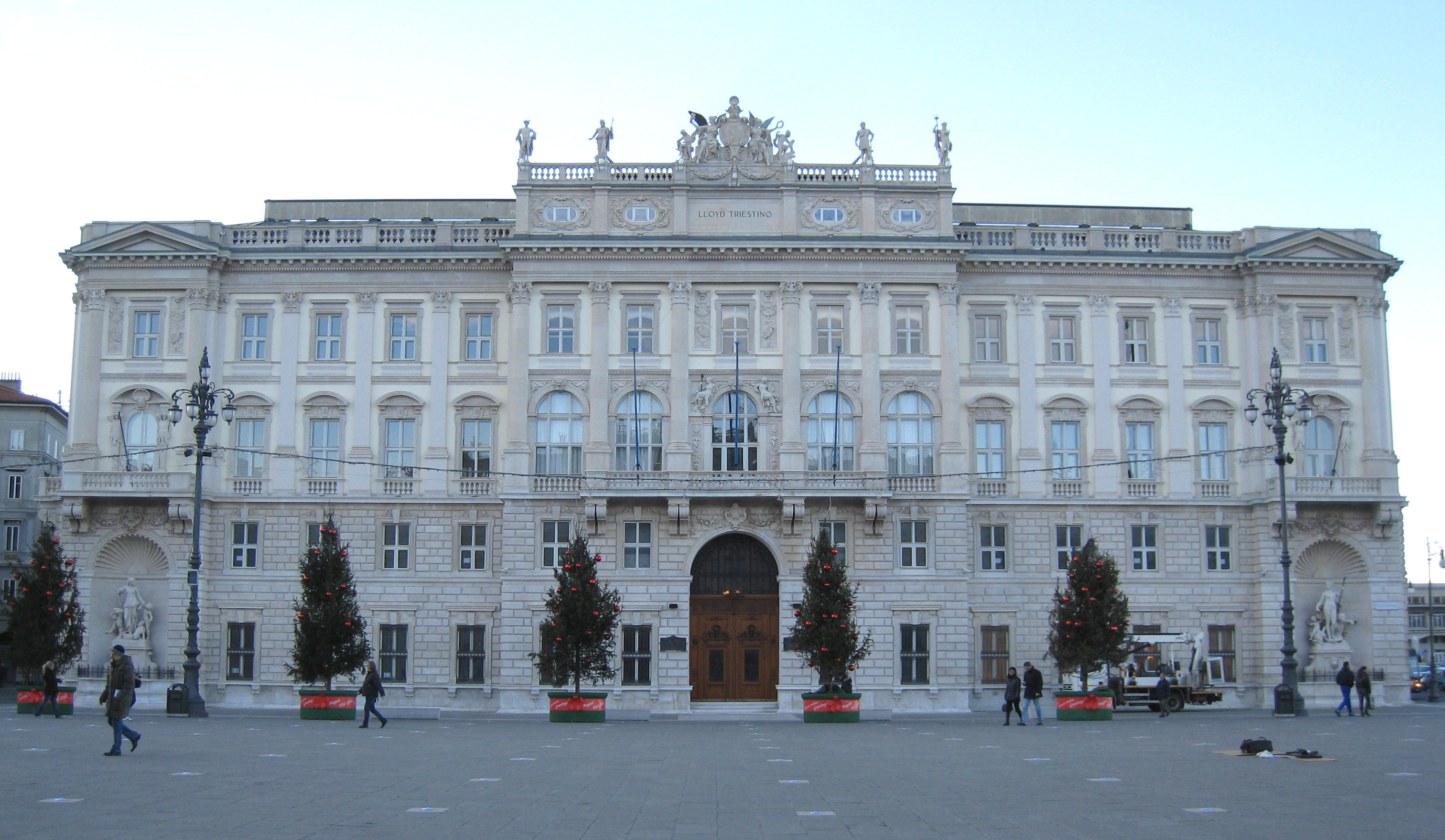
Budova společnosti Lloyd Triestino
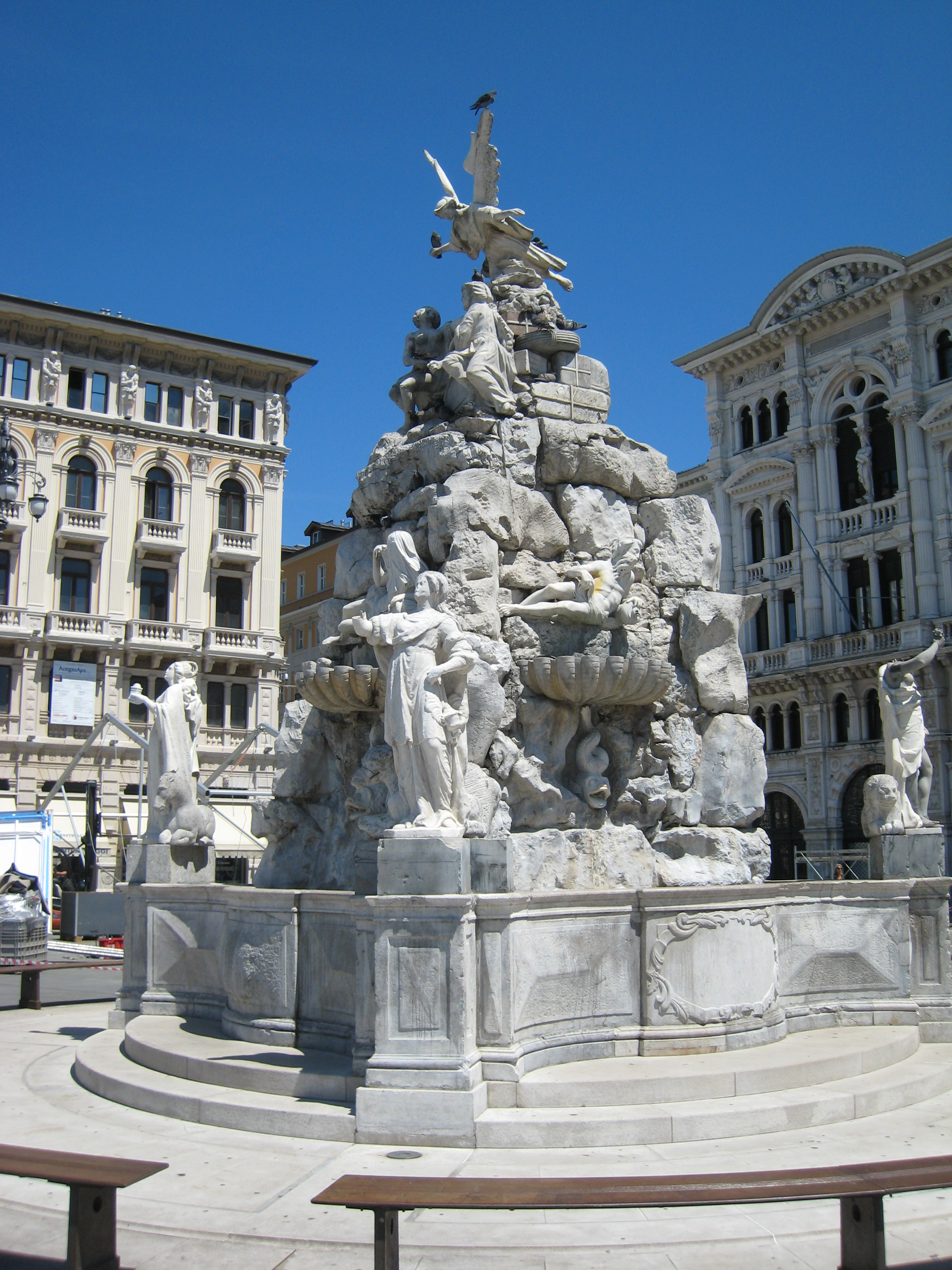
Fontana Mazzoleni
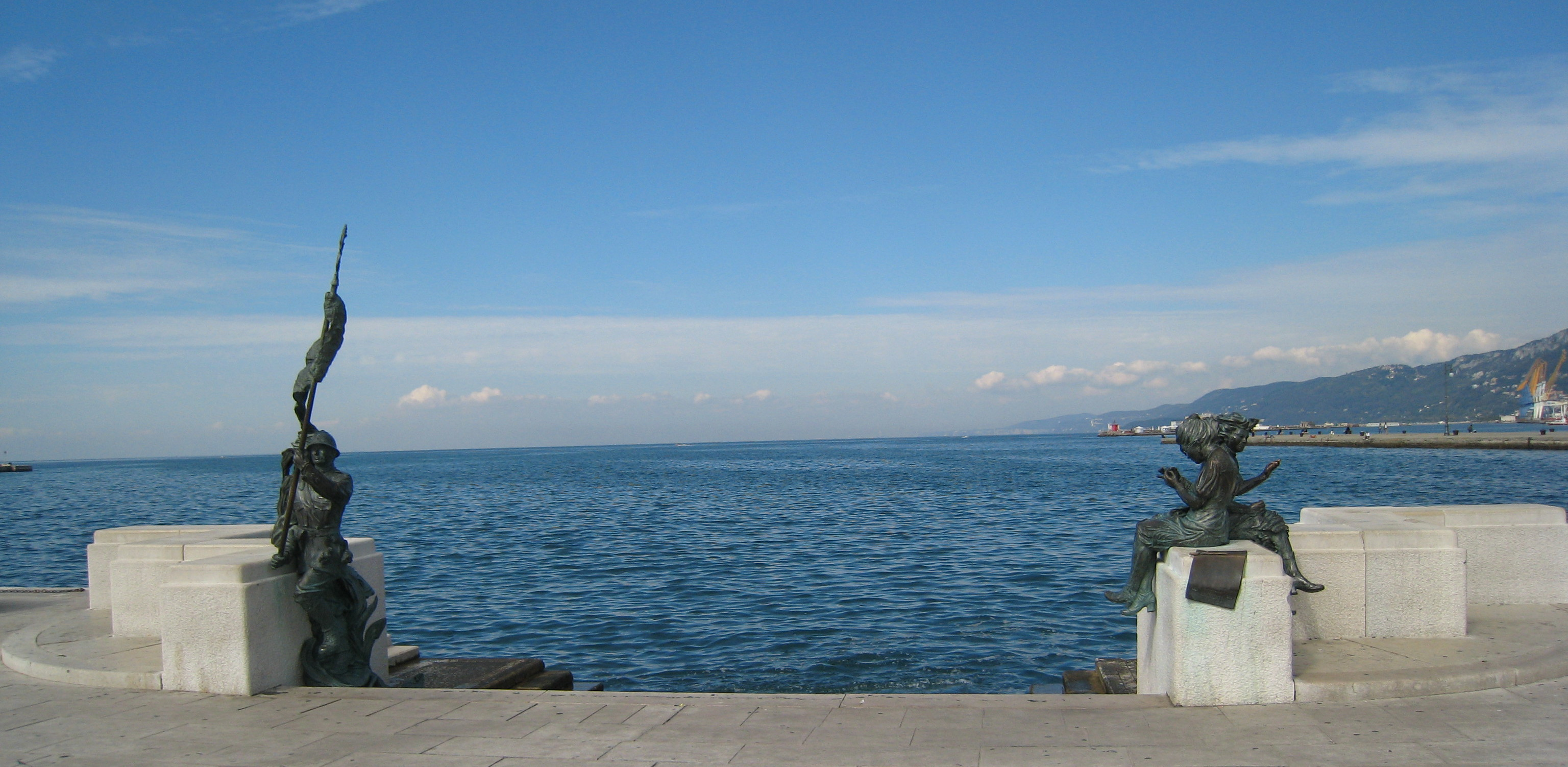
Sochy na pobřeží Jaderského moře